# Trichozoma
Trichozoma is een geslacht van vlinders van de familie spanners (Geometridae), uit de onderfamilie Larentiinae.

## Soorten
- T. albidulata Warren, 1904
- T. morbosata Snellen, 1874
- T. picaria Bastelberger, 1909